# Fugato
Fugato – fragment utworu homofonicznego wykorzystujący techniki typowe dla fugi, zwłaszcza imitację tematu w kolejnych głosach.
Najbardziej popularne było w okresie klasycyzmu, zazwyczaj stosowane w zakończeniu ostatniej części utworu cyklicznego.
Przykładem może być Fugato w Marszu żałobnym z III Symfonii Ludwiga van Beethovena.